# Basile Panurgias
Basile Panurgias (Βασίλης Πανουργιάς) est un écrivain français d'origine grecque. Il est né le 12 juillet 1967 à Athènes.

## Biographie
Après avoir effectué des études d'histoire de l'art à l'université de New York, l'Institut Courtauld de Londres, et l'Institut Michelet à Paris, il se consacre à la littérature.
L'écrivain Claude Arnaud perçoit dans les premiers romans de Panurgias une filiation avec l'univers de Patti Smith. Par la suite, le critique Arnaud Viviant déclare que Panurgias est un « immense écrivain » et lui consacre un portrait dans le magazine Transfuge. Emmanuel Carrère effectue une analyse de Le rire de Pékin pour Le Figaro littéraire. Frédéric Beigbeder classe Perdre le nord dans les « petits romans qui sont plus grands qu'ils n'en ont l'air ».
Dans le supplément Feuilleton du Frankfurter Allgemeine Zeitung, Niklas Maak analyse Le Rire de Pékin à l'aune du renouveau francophone, analyse complétée par une interview du critique Fabian Stech dans le magazine culturel Monopol. Panurgias est invité à la Foire du livre de Francfort pour lire dans sa traduction anglaise un extrait du Rire de Pékin.
Dans le quotidien suédois Aftonbladet, Sinziana Savini écrit que dans Le doute, « Panurgias réussit à éclairer les ténèbres masculins ».
Une littérature sans écrivains et Perdre le nord sont les coups de cœur de l'émission Le Masque et la Plume sur France Inter.
Perdre le nord a été finaliste du prix du livre Européen en 2016.
Le doute a été finaliste du prix de Flore et sélectionné au prix Décembre en 2022 et prix Jan-Michalski en 2025.
Ses livres ont fait l'objet de traductions en plusieurs langues.
Il partage son temps entre Paris et Copenhague.

## Divers
L'ancêtre de l'auteur est le héros de l'indépendance grecque, Panurgias Panurgias (ou Panourgias Panourgias selon la translittération) Πανουργιάς Πανουργιάς (1767-1834). Le nom de famille, à l'origine donné de pair avec le prénom, viendrait de l'erreur de son parrain, lequel, pensant assister à la naissance d'une fille, l'aurait baptisé(e) en s'exclamant : « Πανωραία! » (Panoréa : elle est belle).
En souvenir de son amitié avec Panurgias, Bret Easton Ellis a prénommé Basile l'ami parisien de Victor, dans la partie « parisienne » du roman Glamorama.
Le réalisateur américain Whit Stillman s'inspire de Panurgias pour le personnage de Sandro (interprété par Adriano Giannini) dans la série télévisée The Cosmopolitans.
Sa correspondance avec Gordon Lish, l'éditeur de Raymond Carver, est conservée par l'université de l'Indiana.
Le "Dictionnaire amoureux des écrivains français d'aujourd'hui"(2023, Ed. Plon) consacre une page à l'œuvre de Panurgias.

## Œuvres

### Romans
- 1992 : Les Faux, Éd. Plume.
- 1994 : La Meilleure Amie de Margot Cameron, Calmann-Lévy.
- 1999 : Anacoluthe, Calmann-Lévy.
- 2001 : Soho, Nil/Robert-Laffont.
- 2002 : Rich Girls, Victoires éditions.
- 2003 : Amoureux & Vendus, Fayard.
- 2009 : Le Rire de Pékin, Fayard.
- 2016 : Perdre le nord, Éd. Héloïse d'Ormesson.
- 2020 : L'inconnue de la Factory, Éd. Hérodios.
- 2022 : Le doute, Robert-Laffont.
- 2025 : Le roman de Vassilis, Séguier.

### Divers
- 1989 : An Essay Concerning three persons viewing the gladiator by candle light by Joseph Wright of Derby, A.R.A., thèse universitaire, Institut Courtauld.
- 2002 : Ο ΠΕΤΡΙΝΟΣ ΚΗΠΟΣ, Patakis.
- 2004 : Recherche hermaphrodites clonés, étrangers s'abstenir, Léo Scheer, théâtre.
- 2004 : Nadia, Léo Scheer, nouvelle.
- 2009 : Le haut de mon crâne, texte d'une performance de Jeanne Susplugas.
- 2012 : La photo du siècle, Ed. du moteur, nouvelle.
- 2012 : Une littérature sans écrivains, Léo Scheer, essai.
- 2014 : Ma petite dame, texte d'une performance de Jeanne Susplugas.
- 2014 : La route du Surf, reportage sur le surf au Portugal, Espagne, et France. L'Officiel Voyage.
- 2016 : Le selfie du grizzli, La Tengo Editions, nouvelle.
- 2020 : Les arbitrageurs du goût. Nouvelle, (The Art Newspaper, ed. française, 22 sept. 2020)
- 2020: En marge de la Factory, D-Fiction.
- 2021: Duncan, Récit. Magazine Double (N°41. Photographies de Valérie Sadoun.)
- 2023 : Écrivains d'Italie, essai sur Luciano Bianciardi, Gremese editore.
- 2024: Trop peu (För Lite), traduction du roman publié en 1936 par Karin Boye. Ed. H. Jacobsen, lettres scandinaves.